# 鵝鑾鼻燈籠草
鵝鑾鼻燈籠草为景天科燈籠草屬的肉質草本植物，为台湾特有植物。主要分布在台灣高雄市與恆春半島海邊珊瑚礁岩上。

## 生長型態
多年生肉質草本低矮植株，高度小於10公分。肉質對生葉，帶柄，長1-3公分，全緣。花萼4片、花瓣4片，合生成桶狀。黃色花，先端鈍或微凹。耐乾旱、日照、鹽霧，適應性強。